# ヤロスラフ・ユーリエヴィチ (ピンスク公)
ヤロスラフ・ユーリエヴィチ（ロシア語: Ярослав Юрьевич）は、1183年にピンスク公となった人物。

## 概要
ヤロスラフは、トゥーロフ・ピンスク公ユーリー・ヤロスラヴィチと、アンナ・フセヴォロドヴナ（グロドノ公フセヴォロドの娘）との間の子である。また、ニコライ・バウムガルテン(ru)の説では、ユーリー・ドルゴルーキーがキエフを治めていた時期に、ユーリー・ドルゴルーキーの孫娘（ボリス・ユーリエヴィチの娘）のエフロシニヤと結婚したとされる。
1183年、ピンスク公ヤロスラフは、ゴロデツ公ムスチスラフ、ドゥブロヴィツァ公グレプ等と共に、キエフ大公スヴャトスラフの率いるポロヴェツ討伐軍に参加し、オレリ川の戦いで、コンチャークの率いるポロヴェツ軍を撃破した。
1190年頃に、ヤロスラフの兄弟のヤロポルクがピンスク公として言及されていることから、何人かの歴史家は、ヤロスラフは1190年までに死去したと推定している。